# Sveinn Björnsson
Sveinn Björnsson (Copenaghen, 27 gennaio 1881 – Reykjavík, 25 gennaio 1952) è stato un politico islandese. È stato il primo presidente della repubblica islandese.

## Biografia
Divenne membro del consiglio comunale di Reykjavík nel 1912 e suo presidente nel 1918-1929. Membro del parlamento Althing dal 1914 al 1916 e nel 1929.
Nel 1919 fondò la loggia massonica Edda di Reykjavík e nel 1951 la Gran Loggia d'Islanda, di cui divenne il Gran maestro.
In seguito alla parziale indipendenza dalla Danimarca nel 1918 diventa ministro dal 1920 al 1924 e dal 1926 al 1940.
L'occupazione tedesca della Danimarca durante la seconda guerra mondiale e la conseguente dichiarazione d'indipendenza dell'Islanda (preceduta da una autonomia nel 1940) Sveinn Björnsson venne eletto reggente dell'Islanda per tre volte dal 1941 al 1943 assumendo prerogative precedentemente riservate al sovrano danese.
In seguito alla indipendenza e diventata repubblica, Sveinn Björnsson diventa il primo presidente della repubblica dal 1944 al 1952, essendo stato rieletto nel 1945 e 1949. Morì un anno prima che si conlcudesse il suo mandato.

## Onorificenze
Personalmente è stato insignito del titolo di: